# 東京都立小平南高等学校
東京都立小平南高等学校（とうきょうとりつ こだいらみなみこうとうがっこう）は、東京都小平市上水本町六丁目に所在する全日制普通科の都立高等学校。健脚大会があることで知られている。
新校舎は、木とガラスを基調とした綺麗で広々としたつくりになっている。

## 沿革
- 1982年11月 - 設置
- 1983年4月 - 開校（都立田無高等学校内）

同年9月 - 現在地に移転

## 所在地
- 東京都小平市上水本町6-21-1

## 交通
出典 : 
電車
| 路線名       | 最寄り駅   | 徒歩所要時間 |
| ------------ | ---------- | ------------ |
| 西武国分寺線 | 恋ヶ窪駅   | 15分         |
| 西武国分寺線 | 国分寺駅   | 18分         |
| 西武多摩湖線 | 一橋学園駅 | 20分         |

バス
| 運行事業者 | 乗車駅   | 系統       | 下車停留所              |
| ---------- | -------- | ---------- | ----------------------- |
| 西武バス   | 国分寺駅 | 寺71・寺72 | 「けやき公園」、徒歩2分 |
| 西武バス   | 小平駅   | 寺61・寺62 | 「第三小学校」、徒歩7分 |